# Hartal

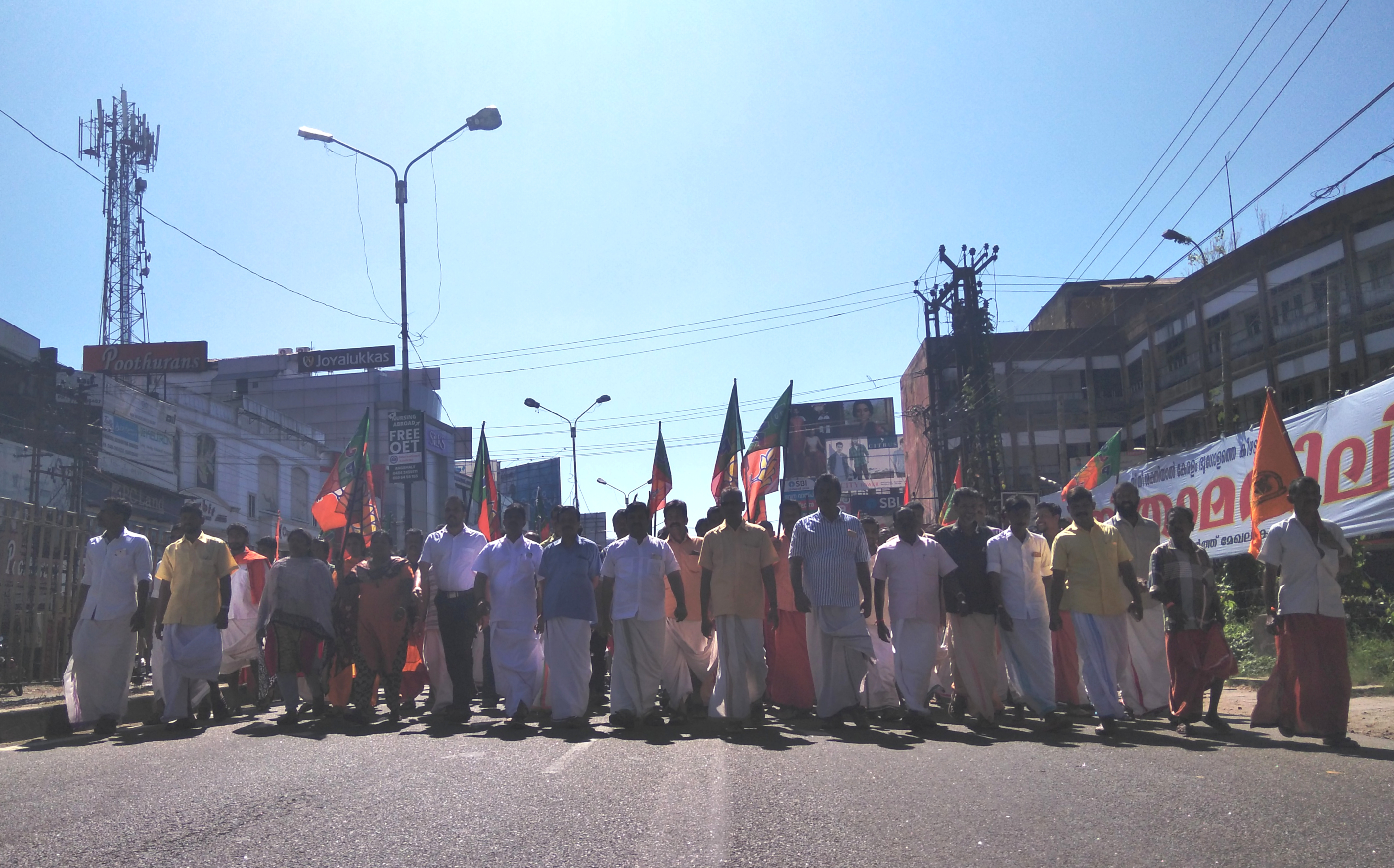
Hartal promovido pelo Partido do Povo Indiano (BJP) em Kerala

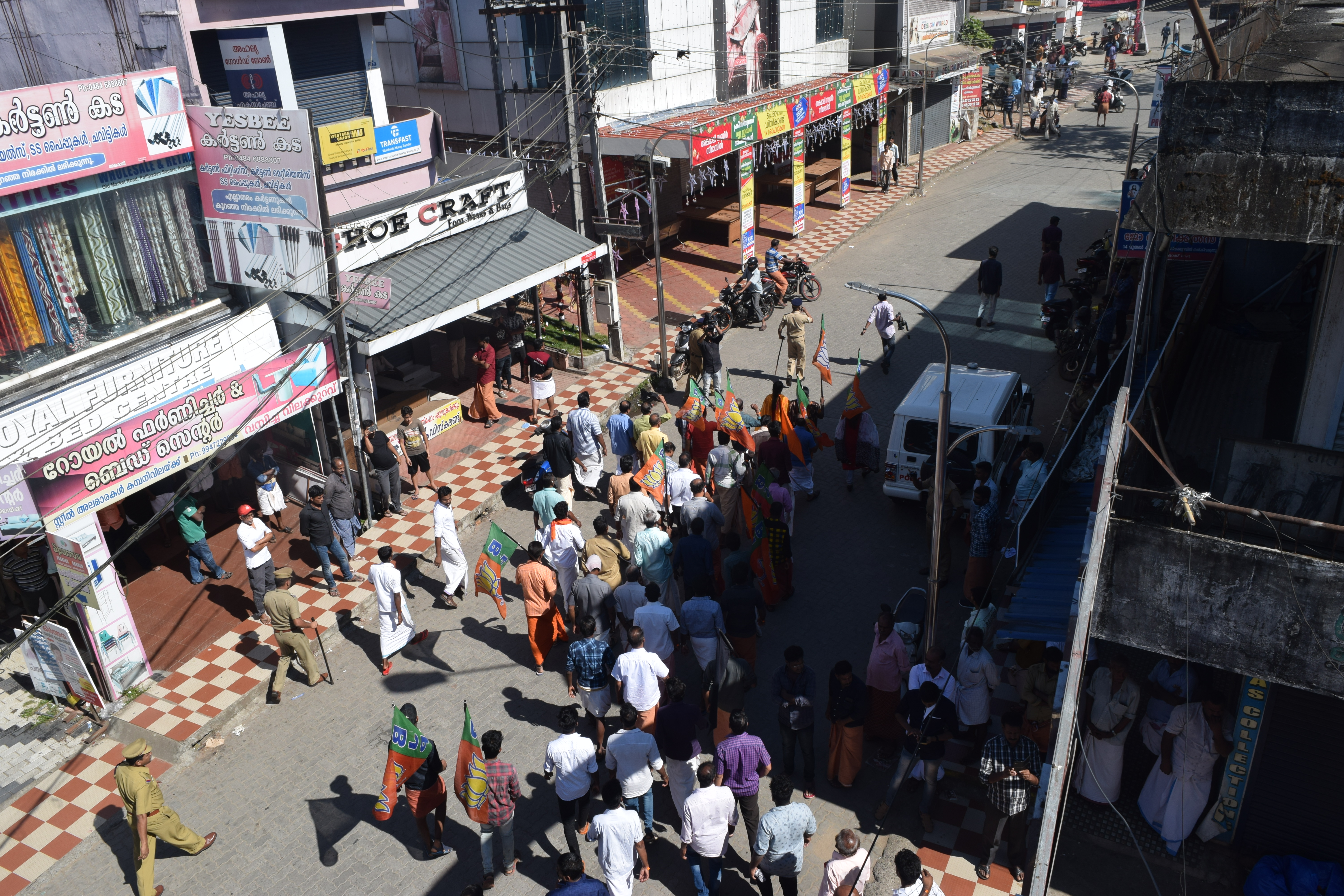
Hartal do BJP em Kerala

Hartal (ɦəɽ.t̪ɑːl), também denominado bandh (bənd̪ʱ), é um termo empregado em vários idiomas do sul da Ásia para um tipo de ação grevista que foi inicialmente empregado pelo Movimento de Independência da Índia (também chamado de "movimento nacionalista"). Um hartal é um tipo de protesto de massa, que frequente envolve um total fechamento de lugares de trabalho, escritórios, lojas e tribunais, caracterizando-se como uma forma de desobediência civil similar a uma greve. Além de se assemelhar a uma greve geral, envolve o fechamento voluntário de escolas e de lugares de trabalho. É um modo de apelar ao governo pela reversão de uma medida tomada como impopular ou julgada inaceitável por setores da população.  Um hartal é frequentemente usado por razões políticas: por exemplo, um partido da oposição pode convocá-lo para protestar contra uma política ou ação do governo.
A palavra vem do guzerate (હડતાળ haḍtāḷ ou હડતાલ haḍtāl), e descreve o fechamento de lojas ou armazéns com o objetivo de atender a uma exigência. Mahatma Gandhi, originário de Guzerate, usou o termo para se referir às greves gerais por ele promovidas contra o domínio britânico, efetivamente institucionalizando o termo. As origens contemporâneas remontam à época do domínio colonial britânico na Índia. Ações repressivas pelo governo colonial e dos estados principescos, que infringiam os direitos humanos, a protestos de resistência não violenta pelo fim do domínio britânico, frequentemente causavam tais manifestações públicas, como ocorria em Benares e Bardoli, no Guzerate.
Hartais ainda são comuns em Bangladesh, no Paquistão,  na Índia e em partes do Sri Lanka, onde o termo é frequentemente usado para se referir a um evento ocorrido em 1953, quando o país ainda se chamava Ceilão. Na Malásia, a palavra é frequentemente usada para se referir a várias greves gerais durante as décadas de 1940, de 1950 e de 1960, tais como o Hartal Pan-Malaio de 1947 e o Hartal de Penang de 1967.
Uma variação do termo é usada nas regiões de língua hindi: a bhukh hartal ou greve de fome. A palavra também é usada de forma anedótica para se referir ao absenteísmo no trabalho.